# 湯馬士·鄧恩
湯馬士·鄧恩（Thomas Jok Deng ，1997年3月20日—）是南苏丹裔澳大利亞的一位足球運動員。在場上司職後衛。現效力於日本职业足球甲级联赛球隊新潟天鵝。他也代表澳大利亞國家足球隊參加比賽。在2020年夏季奥林匹克运动会男子足球比赛上，他入选澳洲隊。

## 外部連結
- Soccerway資料庫：湯馬士·鄧恩
- 日本職業足球聯賽中的湯馬士·鄧恩 （日語）